# Ángel González Castaños
Ángel González Castaño (Ciudad Rodrigo, Salamanca, España, 3 de diciembre de 1958) es un exfutbolista español que se desempeñaba como delantero. Disputó los Juegos Olímpicos de Moscú 1980 con España (junto con Paco Buyo, Marcos Alonso Peña, Víctor Muñoz, Urbano Ortega, Hipólito Rincón, entre otros), disputando los 3 partidos que el equipo español jugó.

## Clubes
| Club                    | País   | Año       |
| ----------------------- | ------ | --------- |
| Español                 | España | 1977-1978 |
| Sabadell                | España | 1978-1979 |
| Español                 | España | 1979-1982 |
| Sabadell                | España | 1981-1982 |
| U.D. Salamanca          | España | 1982-1985 |
| C.D. Logroñés           | España | 1985-1989 |
| Palamós Club de Futbol  | España | 1989-1991 |
| Unió Esportiva Figueres | España | 1991-1993 |